# When Knowledge Conquered Fear
"When Knowledge Conquered Fear" là tập 3 trong tổng số 13 tập trong bộ phim tài liệu về khoa học ở nước Mỹ: Cosmos: A Spacetime Odyssey (Vũ trụ: Chuyến du hành không-thời gian), được trình chiếu vào năm 2014. Chương trình này dựa theo phim tài liệu trước đó của Carl Sagan được trình chiếu trên PBS(Public Broadcasting Service - "Dịch vụ Truyền thông Công cộng". Có thể nói, đây được coi là một cột mốc quan trọng cho phim tài liệu khoa học. Chương trình được trình bày bởi nhà vật lý thiên văn Neil deGrasse Tyson.
- Đạo diễn: Brannon Braga
- Ngày chiếu: 23/3/2014
- Lượng người xem (Ở Mỹ): 4.25 triệu người
Mở đầu tập phim, Neil deGrasse Tyson đã mô tả cách nhận dạng mẫu, thể hiện trong nền văn minh sớm nhất là cách sử dụng thiên văn học và chiêm tinh học để dự đoán sự đi qua của các mùa trong năm, kể cả việc thông qua một sao chổi thường được coi như là một điềm báo. Tyson tiếp tục diễn thuyết nguồn gốc của sao chổi chỉ được biết đến trong thế kỷ 20, nhờ Jan Oort và giả thuyết của ông về đám mây Oort trên vũ trụ.
Tyson sau đó tiếp tục đề cập đến sự hợp tác giữa Edmond Halley vàIsaac Newtontrong thời gian cuối thế kỷ 17 ở Cambridge. Sự hợp tác này sẽ cho kết quả trong các ấn phẩm của Philosophiæ Naturalis Principia Mathematica (Các nguyên lý toán học của triết học tự nhiên), công việc quan trọng đầu tiên để mô tả các định luật vật lý trong thuật ngữ toán học, bất chấp sự phản đối về việc ăn cắp ý tưởng mà Robert Hooke nghĩ ra và những khó khăn tài chính của Hội Hoàng gia London. Tyson giải thích cách làm việc này thách thức quan điểm: Chúa đã tạo nên vũ trụ ở trên thiên đường, nhưng sẽ tạo tiền đề cho nhiều yếu tố của cuộc sống hiện đại, bao gồm cả việc bay vào không gian.
Tyson mô tả thêm sự đóng góp của Halley dựa trên công việc của Newton, trong đó có việc xác định khoảng cách từ Trái đất đến Mặt trời, chuyển động của các ngôi saovà dự đoánquỹ đạo của sao chổi Halley bằng việc sử dụng định luật Newton. Tyson đối chiếu các phương pháp tiếp cận khoa học để hiểu biết thêm về thiên hà so với những gì mà các nền văn minh trước đó đã được thực hiện, và cho rằng, những tiến bộ này là những bước đi đầu tiên của nhân loạitrên con đường khám phá vũ trụ. Tập phim kết thúc với một hình ảnh động. Đó là hình ảnh hợp nhất của thiên hà Milky Way và các thiên hà Andromeda dựa trên các nguyên tắc định luật Newton.